# Su Kung Wu
Su Kung Wu (translitera del 如果蘇武)( n. 1935) es un botánico, y pteridólogo chino, con experiencia mundial sobre la familia Dryopteridaceae. Realizó 39 obras en 63 publicaciones en dos idiomas y 179 fondos de biblioteca
Se ha desempeñado como investigador del "Laboratorio Estatal Llave de Botánica Evolucionaria y Sistemática", "Instituto de Botánica", "Academia China de Ciencias de Pekín".

## Algunas publicaciones
- 1985. Kai yuan k'ao t'ung. 1 chuan. Volumen 103 de Ts'ung-shu

- La abreviatura «S.K.Wu» se emplea para indicar a Su Kung Wu como autoridad en la descripción y clasificación científica de los vegetales.[3]